# Афанасьев, Константин Яковлевич
Константи́н Я́ковлевич Афана́сьев (1793—1857) — русский рисовальщик (в том числе акварелист), гравёр и литограф.

## Биография
Родился 31 мая (11 июня) 1793 года в семье минц-мейстера при Санкт-Петербургском монетном дворе. Рано потеряв отца он был 1 (13) марта 1801 года отдан матерью на воспитание в Петербургскую Императорскую Академию художеств. Обучался Афанасьев сначала у Игнаца Себастьяна Клаубера, а затем у Николая Ивановича Уткина. 

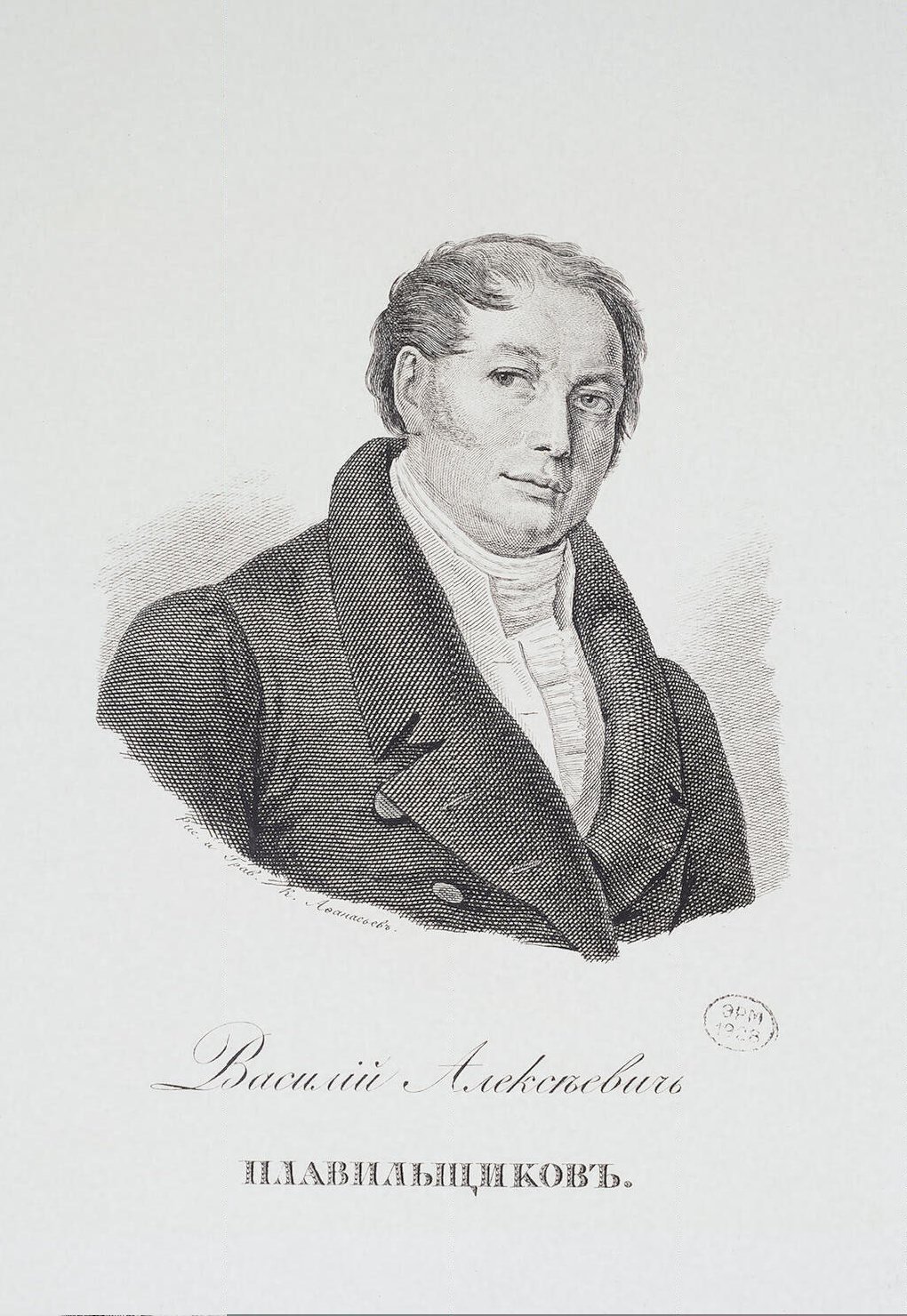
В. А. Плавильщиков
(гравюра Афанасьева)

За рисунки с натуры он получил вторую и первую серебряные медали (1810 и 1814), а в 1815 году окончил курс с аттестатом 1-й степени и был оставлен при ИАХ, причем в 1818 году, под руководством Уткина, К. Афанасьев выполнил гравюры: «Святой Иероним» (с картины Егорова), за что получил звание художника, и «Смерть Юнга-Штиллинга» (с эстампа Кригера). 
По окончании Академии художеств К. Я. Афанасьев следующие семь лет после этого Афанасьев прожил в городе Павловске Санкт-Петербургской губернии, где, в альбом вдовствующей Императрицы Марии Фёдоровны, нарисовал акварелью много видов этого города. 
Весьма трудолюбивый и талантливый гравер, Афанасьев почти за сорок лет своей художественной деятельности исполнил около 450 досок, занимался литографией и первый в России начал гравировать на стали. 
Гравюры Афанасьева встречаются в изданиях Плавильщикова, Свиньина («Отечественные записки»), Оленина, Смирдина, В. И. Григоровича (скульптурные произведения Мартоса), Фишера («Памятник искусств»), Сапожникова и Прянишникова («Ветхий Завет»), Археологической комиссии («Древности Босфора Киммерийского»), Академии наук (портреты для «Месяцесловов»), в «Сыне отечества» (модные картинки). 
30 сентября 1838 года Афанасьев получил звание академика за «Вид сооружаемого в Симбирске памятника Н. М. Карамзину». В числе лучших работ Афанасьева следует упомянуть портреты Келера и Уткина и виньетки для Главного штаба Русской императорской армии.
Умер 3 (15) октября 1857 года.